# Göta Motorsällskap
Göta Motorsällskap är en förening för motorcykelsport i Enköping, Uppsala län.

## Förteckning över SM-medaljer i enduro
Lag-SM
| År   | Medalj | Lagmedlemmar                                                                                                |
| ---- | ------ | --- |
| 1974 | Guld   | |
| 1975 | Guld   | |
| 1978 | Silver | |
| 1979 | Brons  | Lars Pärnebjörk,                                                                                            |
| 1980 | Brons  | Lars Pärnebjörk,                                                                                            |
| 1981 | Guld   | Lars Pärnebjörk,                                                                                            |
| 1982 | Guld   | Lars Pärnebjörk,                                                                                            |
| 1983 | Guld   | Lars Pärnebjörk,                                                                                            |
| 1984 | Silver | Lars Pärnebjörk                                                                                             |
| 1986 | Silver | ? |
| 1988 | Brons  | ? |
| 1993 | Brons  | Per-Håkan Andersson, Christoffer Moilanen, Håkan Hagman, Roger Dalersjö, Rikard Grindberg, Lars-Göran Ståhl |
| 2001 | Silver | Niklas Gustafsson,                                                                                          |
| 2003 | Brons  | ? |
| 2004 | Brons  | Niklas Gustafsson, Andreas Rosendahl, Patrik Andersson, Stefan DaSilva, Henrik Gustavsson, Niklas Andersson |
| 2005 | Brons  | Niklas Gustafsson, Andreas Rosendahl, Jonas Svensson, Patrik Andersson, Niklas Andersson                    |
| 2006 | Silver | Niklas Gustafsson,                                                                                          |
| 2007 | Silver | Niklas Gustafsson, Patrik Wicksell, Fritz Andersson                                                         |
| 2008 | Guld   | Niklas Gustafsson, Patrik Wicksell, Fritz Andersson                                                         |
| 2009 | Guld   | Niklas Gustafsson, Patrik Wicksell, Fritz Andersson                                                         |
| 2010 | Silver | Patrik Wicksell, Fritz Andersson, Niklas Gustafsson                                                         |
| 2011 | Guld   | Jonas Karlsson, Pontus Högberg, Niklas Gustafsson                                                           |